# لغة سومرية
اللغة السومرية (𒅴𒂠 يميكَير) كانت لغة سومر القديمة، وهي لغة معزولة لاسامية  تحدث بها السومريون في جنوب بلاد الرافدين منذ الألفية الرابعة قبل الميلاد على أقل تقدير. خلال الألفية الثالثة قبل الميلاد، حصل تطور تكافلي ثقافي بين السومريين والأكديين، تضمن هذا التطور انتشارا واسعا للثنائية اللغوية (كتابة لغتين في آن واحد). كان تأثير السومرية على الأكدية (والعكس صحيح) واضحاً في جميع المجالات، من الاقتراض المعجمي واسع النطاق، إلى النحو، والصرف، وحتى التقارب الصوتي. هذا الذي جعل الدارسين يشيرون إلى أن اندماجا لغويا حصل في الألفية الثالثة قبل الميلاد.
مع مرور الزمن استبدلت السومرية بشكل تدريجي بالأكدية في حوالي الألفية الثالثة أو الثانية قبل الميلاد، لكن السومرية استمرت كلغة مقدسة، وطقسية، وأدبية، وعلمية في بلاد الرافدين حتى القرن الأول للميلاد. مع مرور الزمن، أصبحت اللغة السومرية منسية حتى القرن 19 الميلادي، عندما قام علماء الآشوريات بفك رموز المسمارية والتنقيب عن الآثار التي تركوها ناطقي هذه اللغة. تعتبر اللغة السومرية لغة معزولة لا تشابه أي لغة في المناطق الجغرافية القريبة منها.

## تاريخ اللغة وعزلتها

### أقدم لغة مكتوبة
منذ حوالي 3500 ق.م. لعب السومريين جنوب بلاد الرافدين دورا هاما في التحول الثقافي المتطور، وتحديدا في الأعمال الاقتصادية والمراسيم الحكومية في حوالي 3200 ق.م. هذه الكتابة هي أقدم تطور للنصوص في العالم، والكتابة الوحيدة التي تقاربها في الفترة الزمنية هي الكتابة الهيروغليفية المصرية الأولى. أما عن العلاقة بين الكتابتين فإن هذا لا يزال لغزا في علمي المصريات والآشوريات.
طور النص المسماري السومري من الكتابة التصويرية. حيث كل رمز في هذه الكتابة له معنى، وكل رمز من الرموز مستوحى من المظاهر الطبيعية، وعلى هذا حدد المعنى العام للرموز. في غضون بضعة قرون قاموا بوضع الشكل العام بعد تمثيل المقطع اللفظي، ترتبط هذا الرموز مع قيمة صوتية واحدة أو أكثر لكل مقطع (عادة صوت علة، حرف وصوت علة، صوت علة وحرف، حرف وصوت علة وحرف). وتطورت بعد ذلك إلى كتابة تصوير صوتية.
المثال الآتي، نقش طوبي لگوديا حاكم لجش (نحو 2130 ق.)، ويبين شروط نقل الحروف من الكتابة المسمارية وركاكة في التحليل النحوي.
| مسمارية |             |                |              |
| نقحرة   | diĝir inana | nin-kur-kur-ra | nin-a-ni     |
| تحليل   | dInana      | nin+kur+kur+ak | nin+ani+[ra] |

|           |          |               |
| gu3-de2-a | pa.te.si | šir.bur.la ki |
| Gudea     | ensi2    | Lagaski       |

|                            |
| ur-diĝir-ĝa2-tum3-du10-ke4 |
| ur+dĜatumdu+ak+e           |

|                     |             |
| e2-ĝir2-su.ki.ka-ni | mu-na-du3   |
| e2+Ĝirsuki+ak+ani   | mu+na+n+du3 |

ترجمة:  لإنانا، سيدة عالم، وسيدته، قام گوديا، حاكم لگش وبطل گدمتو، ببناء منزله بگرسو.

### الفترة اللغوية ونوع الكتابة
يمكن تقسيم تاريخ اللغة السومرية خلال ثلاث ألفيات إلى المراحل التالية:
1. السومرية العتيقة أو السومرية المبكرة 3100–2600 ق. معظم وثائق هذه الفترة كانت اقتصادية وإدارية، عثر على معظمها في وركاء وشروپك. في فترة جمدت نصر، كان هناك بعض الوثائق القانونية والأدبية في الصيغة العتيقة.
2. السومرية القديمة منذ 2600–2150 ق. في الغالب وثائق إدارية واقتصادية، وبداية النقوش الملكية، والأعمال الأدبية مبعثرة. الموقع الرئيسي لها هو لجش. نص هذه المرحلة يعطي بالفعل بعض المؤشرات على قواعد اللغة السومرية. بعد سيطرة الإمبراطورية الأكدية (2350–2200 ق.)، رافقها انخفاض حاد في المواد السومرية، ومن ثم يأتي عصر النهضة السومرية.
3. السومرية الحديثة 2150–2000ق. وهي الأكثر كثافة منذ حكم سلالة أور الثالثة، العديد من النصوص الاقتصادية من لگش وأور.
4. السومرية المتأخرة 2000–1700ق. استعملت كلغة محكية في جنوب بلاد الرافدين، ولكن كانت تستخدم بشكل أكثر في النصوص الإدارية والقانونية والنقوش الملكية (غالبا كصيغة ثنائية لغوية أكدية-سومرية). العديد من الأعمال الأدبية تم إنشاؤها مأخوذة من الأزمنة القديمة التي تمت كتابتها لأول مرة، تتضمن الجزء السومري من ملحمة گلگامش الشهيرة.
5. السومرية اللاحقة 1700–100ق. لم تعد السومرية لغة محكية ولا كتابية كالأكدية التي قامت بكبتها. بل قامت كلغة علمية، وطقسية، وأدبية.

### فك الشفرة المسمارية
جاء مفتاح قراءة الكتابة المسمارية من نقش بيستون، وهو نقش مسماري ثلاثي اللغة مكتوب بالفارسية القديمة، والعيلامية، والأكدية.
في 1838، وبناء على أبحاث جورج فريدريش كروتفند، تمكن هنري راولينسون فك شفرة القسم الفارسي من نقش بيستون، مستعملا معرفته باللغة الفارسية الحديثة. عندما تم ترميم بقية النص في 1843، قام هو آخرون بترجمة القسم العيلامي والأكدي فيه، بادئاً بـ37 رمزا مسماريا قام بفك شفرتها من الفارسية القديمة. في هذه الأثناء، تم اكتشاف العديد من نصوص المسمارية عن طريق التنقيبات، وغالبية هذه النصوص مكتوبة باللغة الأكدية السامية، والتي فكت شفرتها كما ينبغي.
وفي 1850م، اكتشف إدوارد هنكز جزء مسماري لا ينتمي للغات السامية. تعرف اللغات السامية بـأنها مبنية على الجذر السامي، في حين أن المسمارية، تكون مقطعية صوتية، أي تربط الأحرف بأصوات العلة. ومع هذا، لا يوجد جذر سامي يفسر بعض القيم المقطعية للرموز المسمارية، على أنه يمكن التفكير في النظرية التي اقترحها اللغوي عبد المنعم المحجوب في كتابه ماقبل اللغة والتي أعاد بها قراءة اللغة العربية (الأفروآسيوية) مقطعياً، بينما قام بقراءة اللغة السومرية جذرياً، وقد أدي هذا المنهج إلى اكتشاف مقاربات معجمية لا يمكن إغفالها بين اللغة السومرية واللغات الأفروآسيوية (السامية).

### إعادة اكتشاف السومرية

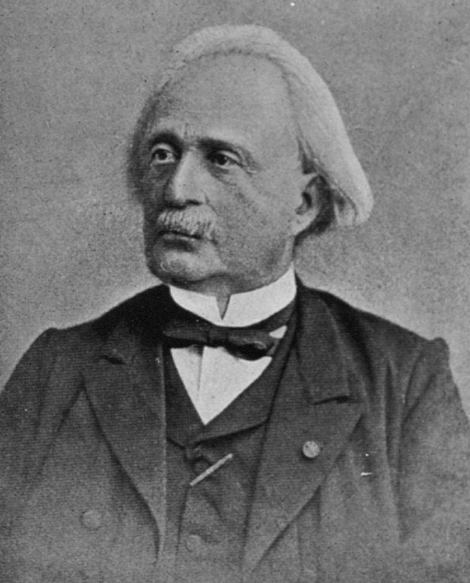
يولس أوبرت

حتى القرن 19 من الميلاد فقدت اللغة السومرية والكتابة المسمارية. على نقيض الآشورية، والأكدية، والمصرية، الذين وثقت أعمالهم في العصور القديمة، لم يكن هناك أي دليل على وجود السومريين. مع فك شفرة الكتابة المسمارية في القرن 19م. اكتشفت ثلاث لغات كبداية: الأكدية السامية (الصيغة اللغوية البابلية)، وفارسية القديمة، والعيلامية (لغة معزولة منقرضة كانت محكية في ما يعرف باسم جنوب غرب إيران اليوم). لاحقا تم التعرف على لغة غير معروفة في النصوص البابلية، وقد عرّفها يولس أوبرت باللغة «السومرية». والاسم التعريفي للغة السومرية لدى السومريون كان «إمه گِ (ر)» التي تعني «اللغة الأصلية»، واسموا أرضهم كِنگير.

### العلاقة مع اللغات الأخرى
هناك محاولات عديدة لربط اللغة السومرية مع لغات أخرى أو عائلات لغوية ليتم معرفة نوع العائلة التي أتت منها هذه اللغة. هذه كانت بعض الاقتراحات: الدرافيدية، والقوقازية، والألطية، والأورالية، والباسكية، والفارسية القديمة، ووالتبتية، وتضمنت العائلة الآسترو-آسيوية والبانتو.
مع هذه الاقتراحات، ما تزال اللغة السومرية تعتبر لغة منعزلة. وإذا كانت هناك لغة متصلة بالسومرية قديما، فإن هذه اللغة لم تدون وبالتالي هذه المقارنة تضيع.

## الصوتيات
الحصيلة الصوتية في اللغة السومرية بسيطة جدا. تتكون من أربعة حروف علة /a,e,i,u/ و 16 حرفا ساكنا:
| نقحرة | b | d | g |  | p  | t  | k  |  | z | s | š | ḫ |  | r | r̂   | l | m | n | ĝ |
| لفظ   | p | t | k |  | pʰ | tʰ | kʰ |  | ʦ | s | ʃ | x |  | r | (?) | l | m | n | ŋ |

الصوت /r̂/ (أو /dr/) تقرأ عند بي.جاگرسما وجي.زوليُمي كصوت زفيري ساكن. كما يظهر في بعض الكلمات الأكدية المستعارة كـ[r]، وهذا التحليل قابل للنقاش. ويفكّك عبد المنعم المحجوب الحرف ĝ إلى حرفي n وg أثناء المقارنة باللغات الأفروآسيوية، كما في ĝar التي تماثل ngar، وهي العربية القديمة نجر، أي: أصل وهيئة. وتقوم آراء العديد من العلماء (منهم u. a. Edzard - 2003) على وجود الصوت [h]. سواء أكان نفس الصوت، أو كان حنجري بلعومي، وهو ما يتفق والنظرية التي تقول بوجود حروف مغيّبة في النقحرة الأولى لقراء المسماريات الأوائل، لاعتمادهم على المخارج الهندوأوروبية، وعلى رأس ذلك الحروف الحلقية غير الواردة في نقحرة الحروف المذكورة أعلاه.

## الأسماء

### الأشخاص والممتلكات
يوجد لدى اللغة السومرية نحو التمييز الجنسي، وله قسمان، أحدهما فئة «الأشخاص»، والآخر فئة «الممتلكات»، وعلى نحو أدق ففئة غير الحي هي شكل مختلف في هذه الصيغة. وعادة ما تصنف الحيوانات ضمن فئة «الممتلكات». هذا النظام المزدوج له تأثير في مجالات مثل تصريف الأفعال والجمع. وكلمة التمييز النحوي بين الجنسين لا تصنف كمعيار في اللغة السومرية.

### الجمع
هناك صيغتان للعد في اللغة السومرية، المفرد والجمع. وفي فئة الأشخاص يتم التعليم للإشارة إلى الجمع، وإشارة الجمع هي /-ene/، وفي حالة سبقها حرف علة تصبح /-ne/. وتتم الإشارة إلى الأشخاص بإلحاق العدد ولا يسري ذلك على فئة الممتلكات.
يمكن الجمع أيضا بتكرار الاسم أو الصفة المراد جمعها تتبعها السمة. وفي أسماء الممتلكات يمكن الجمع بإلحاق -hi.a إلى الاسم المراد جمعه.
أمثلة عن الجمع
| سومرية     | عربية                                          |
| ---------- | ---------------------------------------------- |
| diĝir-ene  | الآلهة (جمع)                                   |
| lugal-ene  | ملوك                                           |
| lugal-umun | سبعة ملوك (الإشارة للجمع هي العدد)             |
| bad        | جدر، جدران (ممتلك، لا توجد إشارة للجمع)        |
| du-du      | كلام، كل الكلمات (تعميم)                       |
| kur-kur    | جبال، الأراضي الأجنبية وكل الجبال، أراض أجنبية |
| šu-šu      | أيادي                                          |
| a-gal-gal  | مياه: ماء (a) كبير (gal)                       |
| udu-hi-a   | خراف (ممتلك)                                   |

### صيغة التملك
الإنشاءات مثل كلمة «أمي» يتم استخدام الصيغة التملكية بعلامات تملك. علامات التملك هي:
|      | الشحص الأول | الشخص الثاني | الشخص الثالث |
| ---- | ----------- | ------------ | ------------ |
| مفرد | -ĝu         | -zu          | (-a-)ni, -bi |
| جمع  | -me         | -zu-ne-ne    | (-a)-ne-ne   |

أمثلة على صيغ التملك
| سومرية       | عربية              |
| ------------ | ------------------ |
| ama-zu       | أمكَ                |
| dub-ba-ni    | أردوازه / أردوازها |
| ama-za(-k)   | أمكِ                |
| dub-ba-ni-še | لطاولته / لطاولتها |

## وصلات خارجية
- بقايا الأدب السومري (نصوص إليكترونية) (engl.)
- Eine linguistische Diskussion der externen Possessivkonstruktion, von Gábor Zólyomi (engl.) (PDF-Datei; 116 kB)
- يونيكود 5.0, Section 14.10: سومر-أكدي (PDF-Datei; 326 kB)
- The Unicode Standard 5.0, جدول الرموز المسمارية (PDF-Datei; 1,76 MB)